# Dobermann
Der Dobermann ist eine deutsche Hunderasse. Sie ist vom größten Dachverband für Haushunde, der FCI, als Rasse anerkannt (FCI-Gruppe 2, Sektion 1.1, Standard Nr. 143).

## Herkunft und Geschichte
Der Dobermann erhielt seinen Namen durch seinen ersten bekannten Züchter, den aus Apolda stammenden Friedrich Louis Dobermann (1834–1894). Zur Zucht paarte er einige besonders angstfreie, mutige Hunde, darunter seine Lieblingshündin, die mausgraue „Schnuppe“, die weder Schäferhund noch Pinscher war und demnach nichts weiter als ein Kreuzungsprodukt aus dem damals rund um Apolda vorhandenen Hundebestand. Diese Hündin paarte er mit einem Fleischerhund, einer Art Vorläufer des Rottweilers, vermischt mit einer Art Schäferhund, der sich in Thüringen vorwiegend in schwarz mit rostroten Abzeichen vorfand, weiterhin sollen noch Bastarde aus Pinscher- und Jagdhundrassen verwendet worden sein sowie ein Greyhound, um dem Hund eine schlankere Linie zu verleihen. So entstand eine Gebrauchs-, Arbeits- und Wachhunderasse, die nicht nur wachsam, sondern auch „mannfeste Hof- und Haushunde“ waren. Sie wurden schon früh als Polizeihunde eingesetzt, was damals zu dem Beinamen „Gendarmenhunde“ führte. Bei der Jagd wurden sie überwiegend zur Bekämpfung des Raubwildes eingesetzt. In den beiden Weltkriegen wurde der Dobermann vor allem im deutschen Heer auch als Melde-, Minensuch- und Sanitätshund eingesetzt. Im November 2015 genehmigte die FCI einen neuen Rassestandard, der (in Umsetzung einer FCI-Vorgabe von 2010) das Kupieren von Ohren und Rute nicht mehr enthält – Ohren und Rute bleiben naturbelassen – und schwarze und braune Dobermänner jeweils als eigene Varietät beschreibt. Der Standard ist seit dem 1. August 2016 gültig. Bereits seit 1986 ist das Kupieren der Ohren sowie seit Ende der 1990er der Rute bei in Deutschland geborenen Hunden verboten.

## Beschreibung

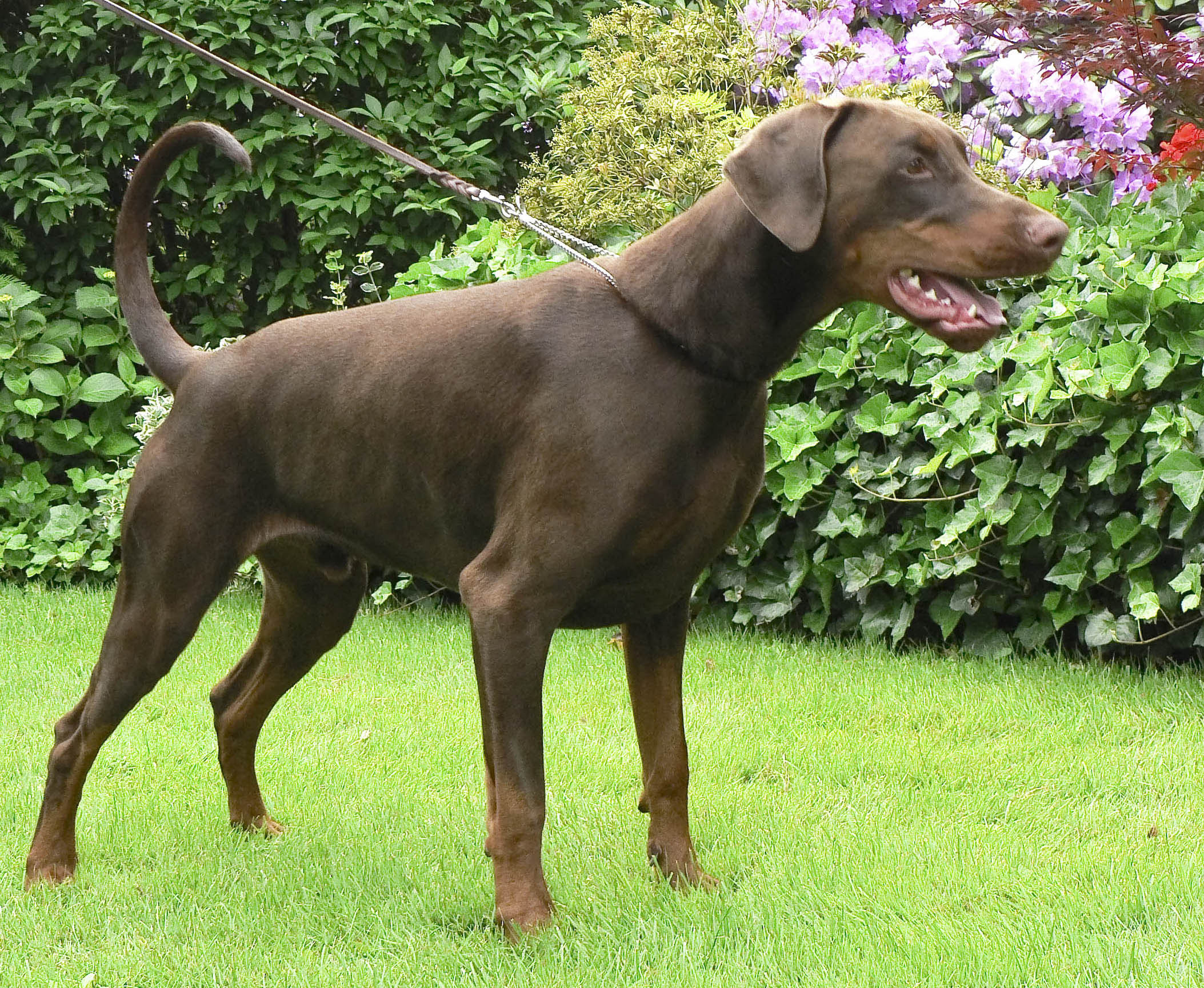
Brauner Schlag

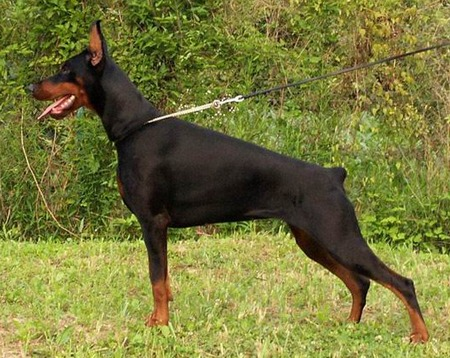
An Rute und Ohren kupierter Dobermann. Diese Eingriffe sind heute in den meisten europäischen Ländern verboten.

Das offizielle Dobermannzuchtbuch (DZB) wird vom Dobermann Verein e. V. geführt.
Nach dem FCI-Standard ist der Dobermann ein 63 bis 72 cm großer und bis 45 kg schwerer Hund vom Pinschertyp, der glatthaarig mit glänzendem Fell ist. Nach FCI-Standard gibt es zwei Farbvarietäten: schwarz oder braun, jeweils mit rostrotem, scharf abgegrenztem und sauberem Brand. Weitere Farben, die allerdings in Deutschland von der Zucht ausgeschlossen sind: isabell, blau und weiß. Die Ohren sind pinschertypisch mittelgroß, abgerundet und hängend. Rute und Ohren wurden in der Vergangenheit oft kupiert (mittlerweile in den meisten Ländern Europas verboten). Die Dobermannzucht erstrebt einen mittelgroßen, kräftigen und muskulös gebauten Hund.

## Verwendung
Der Dobermann gehört zu den Gebrauchshunderassen. Dank seiner Intelligenz und seines Temperaments ist er für viele Hundesportarten geeignet, wie z. B. Agility, Obedience, VPG-Sport oder als Fährtenhund. Er wird aber auch als Diensthund bei der Polizei, beim Zoll und bei der Bundeswehr eingesetzt sowie als Rettungshund. Auch als Therapie- und Blindenführhund ist der Dobermann geeignet.

## Charakter
„Die Grundstimmung des Dobermanns ist freundlich friedlich, in der Familie sehr anhänglich. Gefordert werden ein mittleres Temperament und eine mittlere Schärfe. Weiterhin wird eine mittlere Reizschwelle gefordert. Bei einer guten Führigkeit und Arbeitsfreude des Dobermanns ist auf Leistungsfähigkeit, Mut und Härte zu achten. Bei angepasster Aufmerksamkeit gegenüber der Umwelt ist auf Selbstsicherheit und Unerschrockenheit besonders Wert zu legen.“

## Rassetypische Erkrankungen
Beim Dobermann sehr weit verbreitet ist die dilatative Kardiomyopathie, auch bezeichnet als Dobermann-Kardiomyopathie, eine sehr aggressive Form der Herzerkrankung, bei der es zum plötzlichen Herztod kommen kann. Sie wird beim Dobermann autosomal dominant vererbt und ist bei männlichen und weiblichen Tieren gleich häufig. Die kumulative Prävalenz über alle Altersgruppen beträgt 58,2 %.
Außerdem tritt das Kongenitale Vestibularsyndrom, eine Erbkrankheit des Innenohrs mit Gleichgewichtsstörungen und Taubheit, gehäuft auf. Die Hunderasse hat auch eine Prädisposition für das Wobbler-Syndrom. Die Hüftgelenksdysplasie ist ebenfalls anzutreffen. Eine seltene neurologische Erkrankung ist die Dancing Dobermann Disease.
Die Von-Willebrand-Krankheit (eine Blutgerinnungsstörung) kommt ebenfalls vor. Der Dobermann-Verein führt bei seinen Zuchttieren und Welpen seit dem 1. Januar 2016 flächendeckend Gentests auf die Von-Willebrand-Erkrankung durch, um diese Erkrankung aus der Rasse zurückzudrängen.

## Trivia
In Apolda befindet sich das Dobermann-Denkmal.
Im 1972 in den USA erschienenen Film The Doberman Gang wird mit sechs abgerichteten Dobermännern erfolgreich eine Bank ausgeraubt.